# Acanthopsyche palmensis
Acanthopsyche palmensis är en fjärilsart som beskrevs av Van Regteren Altena 1949. Acanthopsyche palmensis ingår i släktet Acanthopsyche och familjen säckspinnare. Inga underarter finns listade i Catalogue of Life.